# El contrabando del Paso
El contrabando del Paso es una película de drama mexicana estrenada en 1980 dirigida por Gilberto Martinez Solares. Esta protagonizada por Gerardo Reyez, Federico Villa, Narciso Busquets y la participación del grupo musical Los Alegres de Terán.

## Trama
Don Pedro, dueño de un cabaret de mala muerte, es contratado por un misterioso sujeto para cruzar por el Paso, Texas uno de los más grandes cargamentos de la historia. Don Pedro utiliza a un dueto musical (Los Alegres de Teran), un campesino y a un sacerdote para lograr sus fines, pero una llamada anónima pone en alerta a los agentes de migración.

## Reparto
- Gerardo Reyes como Frank
- Federico Villa como Rulfo
- Narciso Busquets como Don Pedro
- Roberto Jordán como Víctor
- Lupita Ortiz como María
- Tomás Ortiz como Tomás (Los Alegres de Terán)
- Eugenio Abrego como Eugenio (Los Alegres de Terán)
- Manuel Alvarado
- Valentina Leyva como Luisa
- Alfredo Arroyo como Tony
- María Gabriela
- Francisco Suárez
- Angelbertha Cobb
- Ramiro Ibarra
- Roberto Gonzalez Benavidez como Productor y actor
- Carmen S. de Normez
- Rosita Velázquez
- Vicente Carvajal
- Jaime Gómez
- Manuel Plascencia
- Fernando Allende
- Joven ranchero
- Carlos Agostí como Hombre abusivo (no acreditado)
- Kitty Alvarado como Hija (no acreditado)
- José Luis Llamas (no acreditado)

## Soundtracks
- "El Contrabando del Paso"
Interpretado por: Los Alegres de Terán
Autor: Norberto Quintanilla

- "Sufrir"
Interpretado por: Los Solitarios
Autor: Agustin Villegas